# Сокіл-карлик білолобий
Сокіл-карлик білолобий (Microhierax latifrons) — вид хижих птахів родини соколових (Falconidae).

## Поширення
Вид поширений на півночі острова Калімантан (штат Сабах в Малайзії, провінція Північний Калімантан в Індонезії). Його природні місця проживання — субтропічні або тропічні сухі низовинні ліси та сільськогосподарські угіддя.

## Опис
Це невеликий хижий птах, завдовжки 14–17 см і розмахом крил 28–31 см. Вага тіла 35–65 г.

## Спосіб життя
Харчується переважно комахами, зокрема бабками.